# Hurworthia apicipuncta
Hurworthia apicipuncta är en fjärilsart som beskrevs av Turner 1936. Hurworthia apicipuncta ingår i släktet Hurworthia och familjen nattflyn. Inga underarter finns listade i Catalogue of Life.